# Pilum

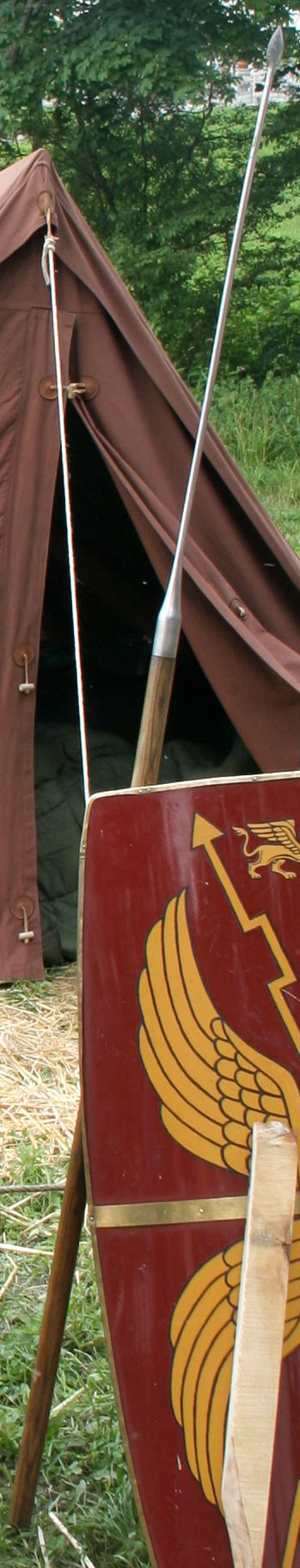
En pilum.

Pilum (plural pila) var en typ av kastspjut i det forna romarriket. Det kan sägas ha varit en tidig sorts pansarbrytare (vapen avsedda att bryta pansar), avsedd att genomslå sköldar. Den utgjordes av ett i höjd med överarmen kortare träskaft apterad med en smal halvmeterlång järnbrodd med hullingförsedd udd. Denna spik ämnade genomslå en sköld med sådan energi att spiken trängde vidare och träffade personen bakom skölden.
Principen var mycket funktionell och typen överlevde i Europa efter romarrikets fall in i folkvandringstiden och vikingatiden, på dåtidsspråken kallad ”angel” efter hullingarna (medelgrekiska: ἄγγων, ”ángon”; medelhögtyska: ango, anglosaxiska: anga).

## Beskrivning

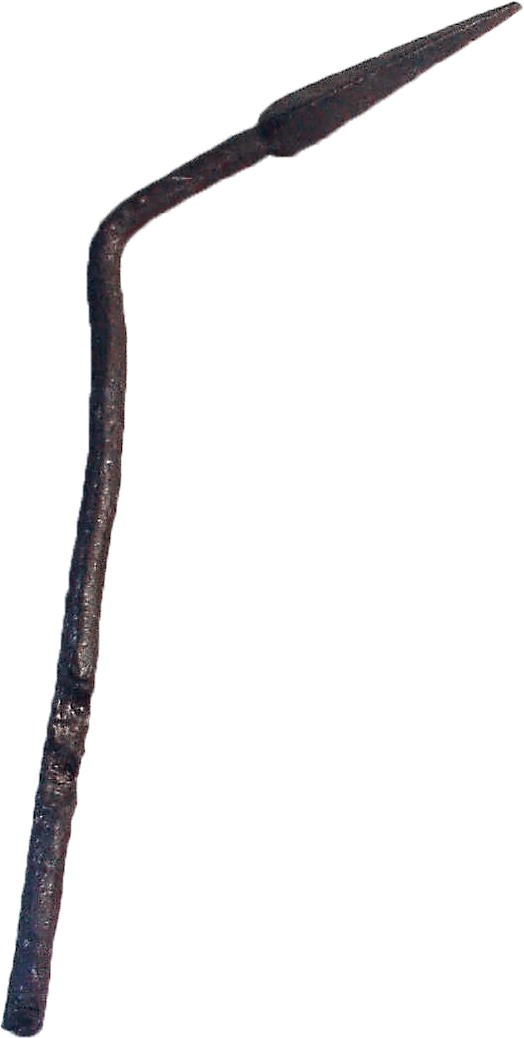
Pilum med böjt skaft.

Spjutet var oftast ungefär två meter långt och järnspetsen 60 cm långt och 7 mm i diameter.
Järnspetsens funktion var dels att penetrera och dels att böja sig vid träff så att spjutet inte skulle gå att kasta tillbaka. Den smala spetsen kunde penetrera en sköld, och vid gynnsamma träffar även mannen bakom skölden. Den kunde även tränga igenom soldat med rustning. Spetsens form gjorde att spjutet var svårt att ta bort.  En sköld med ett pilum faststucket blev tämligen ohanterlig, vilket lämnade fienden utan det skydd som skölden innebar.
Ett pilum vägde mellan 2 och 5 kilo. Under kejsardömets tid något lättare än under den republikanska eran.
Skaftet härdades inte, eftersom det skulle krökas vid anslaget.
Det fanns två typer av pila: tunga och lätta. Vissa versioner av vapnet försågs med blytyngd för att ökade den penetrerande förmågan. Det finns inga arkeologiska fynd som styrker detta, men däremot bildbevis.

### Vegetius beskrivning
Den romerske författaren Vegetius (400-tal–380-tal) skrev i sitt verk De Re Militari:
| ”                            | När det gäller infanteriets missilvapen (tunga kastvapen) var de kastspjut hövdade med ett triangulärt vasst järn, elva tum (279 mm) eller en fot (300 mm) långt, och kallades pilas. När de väl var fästa i skölden var det omöjligt att dra ut dem, och när de kastades med kraft och skicklighet slog de igenom bröstplåten utan svårighet. | „ |
| – Vegetius i De Re Militari, | |   |

### Engelska originalcitat
1. ↑  [A]s to the missile weapons of the infantry, they were javelins headed with a triangular sharp iron, eleven inches (279 mm)  or a foot long, and were called piles. When once fixed in the shield it was impossible to draw them out, and when thrown with force and skill, they penetrated the cuirass without difficulty.[3]